# Кильчевский, Владимир Кононович
Кильчевский Владимир Кононович (бел. Уладзімір Кананавіч Кільчэўскі; 01.02.1922, дер. Задубье Кормянского района Гомельской области — 26.01.1999, г. Горки Могилёвской области, Белоруссия) — учёный землеустроитель, кандидат экономических наук, доцент, заслуженный работник высшей школы БССР, почетный профессор Белорусской государственной сельскохозяйственной академии, участник Великой Отечественной войны.

## Биография
Кильчевский В. К. родился в деревне в семье крестьянина. В 1940 г. окончил Кормянскую среднюю школу. В 1941—1943 гг., находясь на оккупированной территории, вступил в подпольную группу, был связным партизанского отряда. В 1943 г. ушел в 256-й партизанский отряд Журавичской	партизанской бригады, был командиром пулеметного расчета. С октябре 1943 г. служил в 479 Отдельной разведывательной роте 1312 стрелкового полка 17 стрелковой дивизии в качестве рядового, командира отделения разведки, делопроизводителя разведотдела штаба дивизии Первого Белорусского фронта..Был ранен, инвалид Великой Отечественной войны 2-й группы. Войну закончил в Восточной Пруссии в г. Толькемит (в настоящее время — Польша).
В 1946 г. был демобилизован и поступил на землеустроительный факультет Белорусской сельскохозяйственной академии, который окончил с отличием по специальности «Землеустройство». Работал в академии с 1951 г. ассистентом, старшим преподавателем, доцентом, с 1980 г. — профессором кафедры земпроектирования. С 1971 по 1984 гг. являлся заведующим этой кафедры. В 1964—1971 г. избирался деканом землеустроительного факультета.
В 1958 г. в Московском институте землеустройстве защитил диссертацию на соискание учёной степени кандидата экономических наук на тему «Организация кормовых угодий и севооборотов в колхозах Горецкого района Могилевской области Белорусской ССР». В 1961 г. ему присвоено ученое звание доцента. Читал лекции по ряду курсов, в том числе по земпроектированию и научным основам землеустройства.

## Научные направления
- рациональное использование земельных ресурсов;
- землеустройство, планировка сельских населенных пунктов;
- эффективность укрупненных севооборотов;
- землеустройство в условиях аграрной реформы.

Впервые в науке землеустройства разработал и дал научное обоснование основным методам землеустроительного проектирования, составным частям и элементам разрабатываемых схем и проектов землеустройства. Его идеи нашли практическую реализацию при организации и обустройстве территории сельскохозяйственных организаций.
Автор более 100 научных и учебно-методических работ. В их числе: семь монографий (в соавторстве) по вопросам рационального использования земель и землеустройства, ряд статей в сборниках научных трудов и журналах, а также научно-методические пособия. Является соавтором учебника «Землеустроительное проектирование» изданного в Москве для студентов высших учебных заведений СССР по специальности «Землеустройство.

## Научная школа
Под его руководством подготовлено 4 кандидата наук. Один из аспирантов Као Дык Фат стал Министром сельского хозяйства Вьетнама.

## Общественная деятельность
Кильчевский В. К. избирался членом Горецкого райкома РКП Белоруссии, Могилёвского областного комитета комсомола, президиума БРК профсоюза работников высшей школы БССР.

## Признание
- кандидат экономических наук(1958)
- доцент(1961)
- заслуженный работник высшей школы БССР(1980)
- почетный профессор БСХА(1995)

## Награды
- ордена: Красной звезды, Отечественной войны II степени, „Знак Почета“.
- медали: „За отвагу“, „За боевые заслуги“, „За взятие Кенигсберга“, „За победу над Германией“.
- знаки: „Отличный разведчик“, „Заслуженный работник высшей школы БССР“.
- две Почетные грамоты Верховного Совета БССР.

## Семья
- Жена — Кильчевская (Сомова) Юзефа Фоминична (20.04.1928 — 23.02.2017), кандидат сельскохозяйственных наук, доцент.
- Дочь — Горунович (Кильчевская) Валентина Владимировна (1952 г.р.), член Белорусского союза архитекторов.
- Сын — Кильчевский Александр Владимирович (1955 г.р.), доктор биологических наук, профессор, академик НАН Беларуси.

## Память
- 8 февраля 2022 года именем учёного названа аудитория в корпусе № 4 Белорусской государственной сельскохозяйственной академии[5].

## Труды
- Планировка селений колхоза „Коминтерн“ / в соавт. — Минск: Гос. изд-во сельскохозяйственной литературы, 1962. — 37 c.
- Задания для лабораторно-практических занятий по организации и планированию землеустроительных работ: для инженерно-землеустроительного факультета. — Минск: Ураджай, 1964. — 76 с.
- Методические указания по составлению курсовых проектов внутрихозяйственного землеустройства колхозов и совхозов. Министерство сельского хозяйства БССР, Белорусская сельскохозяйственная академия.- Горки: БСХА, 1968. — 102 с.
- Землеустройство, планировка сельских населенных пунктов и геодезия: сборник статей /в соат.- Минск: Урожай, 1968. — Т. 43. — 224 с.
- Комплексная организация территории колхозов и совхозов / в соавт. — Минск: Ураджай, 1970. — 270 с.
- Землеустройство, планировка сельских населенных пунктов и геодезия: сборник статей / редколлегия: Ф. К. Куропатенко, В. К. Кильчевский [и др.]. — Горки: БСХА, 1972. — Т. 86. — 281 с.
- Рациональное использование земельных ресурсов / в соавт. — Минск: Ураджай, 1975. — 191 c.
- Проблемы современного землеустройства / в соавт. — Минск: Ураджай,1977.- 20c.
- Устройство земель — основа хозяйствования / в соавт.- Минск: Ураджай, 1982. — 37 с.
- Эффективность укрупнения севооборотов / в соавт.- Минск: Ураджай,1984.- 87 с.
- Землеустроительное проектирование: учебник для студентов высших учебных заведений по специальности „Землеустройство“ / в соавт. — Москва: Агропромиздат, 1986. — 511 с.
- Экономико-экологическое обоснование организации территории сельскохозяйственных предприятий: сборник научных трудов / в соавт. — Горки, 1988. — 90 с.
- Организация территории в условиях внедрения прогрессивных технологий сельскохозяйственного производства: сборник научных трудов. / Государственная комиссия. Совета Министров по продовольствию и закупкам, Белорусская сельскохозяйственная академия / в соавт — Горки, 1990. — 107 с.
- Землеустройство в условиях аграрной реформы: сборник научных трудов / Министерство сельского хозяйства и продовольствия Республики Беларусь, Главное управление кадров и аграрного образования, Белорусская сельскохозяйственная академия/ в соавт.- Горки, 1997. — 156 с.